# Den kaliforniska ideologin
"Den kaliforniska ideologin" är en essä från 1995 av de engelska medieteoretikerna Richard Barbrook och Andy Cameron vid University of Westminster. Barbrook kallar det en "kritik av dotcom-nyliberalismen". I essän argumenterar Barbrook och Cameron för att uppkomsten av nätverksteknologier i Silicon Valley på 1990-talet var kopplad till amerikansk nyliberalism och en paradoxal hybridisering av övertygelser från den politiska vänstern och högern i form av hoppfull teknologisk determinism.
Essän publicerades i tidskriften Mute år 1995 och dök senare upp på nettime internet-e-postlista. En reviderad version publicerades i Science as Culture 1996. Uppsatsen har sedan dess reviderats och översatts ytterligare.
Andrew Leonard från Salon kallade essän "en av de mest inträngande kritikerna av neokonservativ digital hyperism som hittills publicerats". Däremot skrev utgivaren av tidskriften Wired, Louis Rossetto, att essän visade på "djupgående okunskap om ekonomi".

## Kritik
| ”                                    | Denna nya tro har uppstått ur en bisarr sammansmältning av San Franciscos kulturella bohemism och Silicon Valleys högteknologiska industrier... den kaliforniska ideologin förenar frikostigt hippiernas fria anda med yuppiernas entreprenöriella iver. | „ |
| – Richard Barbrook och Andy Cameron, | |   |

Under 1990-talet förespråkade medlemmar av entreprenörsklassen inom IT-branschen i Silicon Valley högljutt en ideologi som kombinerade Marshall McLuhans idéer med inslag av radikal individualism, libertarianism och nyliberal ekonomi, och använde publikationer som Wired magazine för att sprida sina idéer. Denna ideologi blandade den nya vänsterns och den nya högerns övertygelser baserade på deras gemensamma intresse för antistatism, 1960-talets motkultur och teknoutopism.
Förespråkarna trodde att i en postindustriell, postkapitalistisk, kunskapsbaserad ekonomi skulle utnyttjandet av information och kunskap driva tillväxt och välståndsskapande samtidigt som statens äldre maktstrukturer skulle minska till förmån för uppkopplade individer i virtuella samhällen.
Kritiker hävdar att den kaliforniska ideologin stärker företagens makt över individen, ökar social stratifiering och är tydligt centrerad kring amerika. Barbrook menar att medlemmar av digerati som ansluter sig till den kaliforniska ideologin omfamnar en form av reaktionär modernism. Enligt honom "tycks den amerikanska nyliberalismen ha uppnått den reaktionära modernismens motsägelsefulla mål: ekonomiska framsteg och social orörlighet. Eftersom det långsiktiga målet att befria alla aldrig kommer att uppnås, kan digeratis kortsiktiga styre vara för evigt."

## Influenser
Sociologen Thomas Streeter vid University of Vermont har sagt att den kaliforniska ideologin framträdde som en del av ett mönster av romantisk individualism med Stewart Brand som ett viktigt inflytande. Adam Curtis kopplar den kaliforniska ideologins ursprung till Ayn Rands objektivistiska filosofi.

## Mottagning
Även om David Hudson från Rewired i allmänhet höll med om Barbrooks och Camerons centrala tes, invände han mot deras framställning av tidningen Wireds position som representativ för alla synpunkter i branschen. "Vad Barbrook säger mellan raderna är att de människor som sitter i maktens tyglar i hela den trådbundna världen...styrs av en fullständigt skev filosofisk konstruktion." Hudson hävdade att det fanns en mängd olika ideologier i verket.
Andrew Leonard från Salon kallade essän "en klarsynt kritik av högerns libertarianska digeratis dominans över internet" och "en av de mest inträngande kritikerna av neokonservativ digital hyperism som hittills publicerats". Leonard noterade också vad han kallade den tidigare Wired- redaktören och utgivaren Louis Rossettos "bitriska" reaktion.
Rossettos genmäle, också publicerat i Mute, kritiserade essän som visade "djupgående okunskap om ekonomi". Han kritiserade också essäns förslag att "en unikt europeisk (men inte ens vagt definierad) blandekonomisk lösning" skulle vara bättre för internet, och hävdade att Europas tekniska utveckling hämmades av "enorma plutokratiska organisationer som Siemens och Philips [som konspirerar] med klumpiga byråkratier för att smyga upp skatter som samlats in av lokala och europeiska statliga institutioner och skyffla in dem i gigantiska teknikprojekt som nästan utan undantag har visat sig vara katastrofer" och av "höga europeiska skatter som har begränsat utgifterna för teknik och därmed försenat dess utveckling".
Gary Kamiya, också från Salon, ansåg essäns huvudpoäng vara giltiga, men attackerade, liksom Rossetto, Barbrooks och Camerons "löjliga akademisk-marxistiska påstående att högteknologisk libertarianism på något sätt representerar en återkomst av rasism".
Arkitekturhistorikern Kazys Varnelis vid Columbia University fann att trots den privatisering som den kaliforniska ideologin förespråkar, möjliggjordes Silicon Valleys och Kaliforniens ekonomiska tillväxt "endast tack vare utnyttjandet av de fattiga immigranterna och försvarsfinansiering ... statliga subventioner till företag och utnyttjandet av de fattiga icke-medborgare. En modell för framtida administrationer."
I dokumentären från 2011, All Watched Over by Machines of Loving Grace, drar Curtis slutsatsen att den kaliforniska ideologin inte levde upp till sina påståenden:
Det ursprungliga löftet med den kaliforniska ideologin var att datorerna skulle befria oss från alla gamla former av politisk kontroll, och att vi skulle bli Randianska hjältar, med full kontroll över vårt eget öde. Istället känner vi idag motsatsen – att vi är hjälplösa komponenter i ett globalt system, ett system som styrs av en stel logik som vi är maktlösa att ifrågasätta eller förändra.
År 2015 skrev Wired: "Den kaliforniska ideologin, som först fördömdes som verk av 'galna vänsteranhängare' av Silicon Valleys anhängare, har sedan dess rättfärdigats av företagens övertagande av nätet och avslöjandet av NSA:s massövervakningsprogram."
År 2022 skrev Hasmet M. Uluorta och Lawrence Quill: "Den senaste tidens teknikattacker, oron kring gigekonomin och de tvivelaktiga kraven på datamining kräver att vi omprövar utsikterna för öppna samhällen som förlitar sig på plattformar när vi går in i nästa fas av den kaliforniska ideologin."